# Erik Brøgger Rasmussen
Erik Brøgger Rasmussen (født 3. juni 1968 i Aabenraa) er en dansk administrerende direktør i Dansk Boldspil-Union og har tidligere været embedsmand, ambassadør og direktør i Udenrigsministeriet og fungerede som dets talsperson under coronaviruspandemien i 2019-2020.

## Baggrund
Han blev uddannet cand.polit. fra København Universitet i 1994 og har desuden gået på Ollerup Gymnastikhøjskole.

## Karriere
Efter studierne fik Rasmussen arbejde som fuldmægtig i Landbrugs- og Fiskeriministeriet 1994-96, dernæst i Guyana og Thailand som ansat i FN's Udviklingsprogram 1996-99, og har siden haft sin gang i Udenrigsministeriet i København eller som udstationeret ved Danmarks repræsentationer i Ghana, Polen, Palæstina og Zimbabwe. I 2019 blev han udnævnt til direktør for Organisation og Borgerservice.
Han tiltrådte 1. oktober 2023 stillingen som administrerende direktør i Dansk Boldspil-Union.